# Contarinia fraxini
Contarinia fraxini är en tvåvingeart som först beskrevs av Ephraim Porter Felt 1915.  Contarinia fraxini ingår i släktet Contarinia och familjen gallmyggor. Inga underarter finns listade i Catalogue of Life.